# Annihilator
Pour les articles homonymes, voir Annihilator, le destructeur.
Annihilator est un groupe canadien de thrash metal, originaire d'Ottawa, en Ontario. Le groupe est formé en 1984 par son leader et seul membre permanent Jeff Waters.

## Biographie

### Débuts et premiers albums (1984–1990)
Créé en 1984, le groupe ne décroche son premier contrat avec la maison de disques Roadrunner Records qu'en 1989, après un premier disque auto-produit en 1986, intitulé Phantasmagoria, resté confidentiel et devenu introuvable. Les débuts du groupe voient la participation John Bates, qui participa même à l'écriture de morceaux sur au moins trois albums d'Annihilator et sera aussi le fondateur de Bates Motel puis Big John Bates, une formation de rock avec spectacle burlesque. Le premier véritable album Alice in Hell sort donc en 1989 au label Roadrunner. Sa qualité musicale lui permet de rencontrer immédiatement un succès relativement important, et il se place à l'époque comme l'une des meilleures ventes du label Roadrunner[réf. nécessaire]. Considéré[Par qui ?] comme le chef-d’œuvre majeur de Jeff Waters, les compositions sont variées et impressionnantes de technicité et d'énergie. L'album est souvent considéré par la presse spécialisée comme un disque influent et une référence du thrash metal,,.
Anthony Greenham, crédité en tant que guitariste rythmique sur la couverture de Alice in Hell, est remplacé par Dave Scott Davis juste après la sortie de l'album, car il s'avère ne pas avoir le niveau suffisant pour assurer les concerts. Le chanteur Randy Rampage (ex-membre du groupe de punk canadien D.O.A.) est lui-même remplacé par Coburn Pharr (ex-membre du groupe OMEN) juste avant la production de l'album suivant à cause de son engagement professionnel sur un chantier maritime. Ces changements de personnel sont une constante tout au long de la carrière du groupe. Mais comme Annihilator peut être considéré comme le projet exclusif de Jeff Waters, cela ne l’empêchera pas de perdurer. En effet en studio, Jeff enregistre en général lui-même les différentes parties guitares et basse, et programme les parties batterie. Les autres musiciens étant surtout présents pour les performances live du groupe. Suivra l'album Never, Neverland l'année suivante. Ce second disque est dans une certaine continuité musicale par rapport à son prédécesseur. Il reste l'album d'Annihilator ayant vendu le plus d'exemplaires, et l'un des rares albums que Jeff Waters n'a pas produit lui-même.

### Set the World on FireetWaking the Fury(1993–2001)
Le troisième album Set the World on Fire sorti en 1993, voit une fois de plus d'importants changements dans la composition du groupe, mais aussi dans l'orientation artistique. Le tempo ralenti marque un certain changement stylistique parfois proche du hair metal des années 1980. Des morceaux comme la très hardFM ballade Phoenix Rising tranchant quelque peu avec le thrash metal lourd et technique des débuts et ne permettront pourtant pas de conquérir un public plus large. Cette réorientation musicale coïncidant avec le déclin généralisé du métal classique et l'avènement du grunge, Annihilator ne parvient pas continuer sa progression ni à s'imposer sur le marché nord-américain. Jeff Waters continue néanmoins, prenant alors aussi la place de chanteur. King of the Kill (1994), assez rock 'n' roll lourd et ayant bénéficié d'un succès et d'une tournée au Japon, et Refresh The Demon (1996) renouant un peu avec le thrash metal.
Ayant créé son propre studio d'enregistrement (Watersound studio, à Vancouver), Waters décide de produire seul intégralement l'album Remains sorti en 1997, et même d'expérimenter de nouveaux horizons musicaux et de nouvelles techniques. Ce disque paraît intégrer de l'indus avec de nombreux samplers et des percussions programmées sur ordinateur. Tranchant lourdement avec le style et le son de Métal classique habituel d'Annihilator, son succès reste modeste, cet album coïncidant avec la période la plus incertaine du groupe et passe pour le plus mauvais album d'Annihilator. Jeff Waters décide de réunir la plupart des musiciens de la période Alice in Hell pour l'album suivant Criteria For A Black Widow, qui marque aussi musicalement un certain retour aux sources. À partir de cette période, Annihilator livre à un rythme régulier des albums remportant un certain succès croissant en Europe et en Asie, bien que n'étant pas distribué en Amérique du Nord. Annihilator entame alors une période de croissance constante en matière de ventes et de concerts, cela malgré divers déboires et changements fréquents de maisons de disque.
Sur Carnival Diablos (2001) et Waking the Fury (2002), est engagé comme chanteur Joe Comeau, auparavant guitariste des new-yorkais d'Overkill. À la suite de la volonté unilatérale de Jeff Waters, Joe Comeau est remercié, et Dave Padden est engagé.

### Multiples sorties (2004–2009)

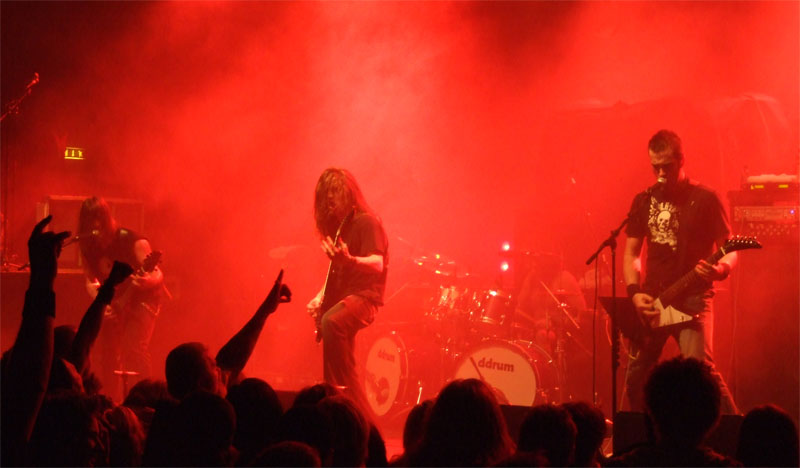
Annihilator, en concert à Oslo, Norvège, en 2007.

Le groupe sort All For You en 2004, chez AFM Records. En 2005, sort Schizo Deluxe, un album résolument thrash metal et puissant dans la continuité de All For You. Le line-up change encore mais Dave Padden est toujours au chant. Cet album ne bénéficie pas de soutien promotionnel ni de tournée à cause de quelques problèmes avec la maison de disque, ce que Jeff Water regrettera en interviews.
Le 21 février 2006, le groupe fait paraître le DVD Ten Years in Hell, faisant la rétrospective de sa carrière de Alison Hell à Criteria of a Black Widow. Le 16 avril 2007 sort Metal, le nouvel opus du groupe avec toujours Dave Padden au chant, le retour de Mike Mangini à la batterie et Jeff Waters à la basse et guitare comme à son habitude. Cet album voit aussi la participation d'un bon nombre de prestigieux musiciens invités de groupes de métal modernes reconnus sur la totalité des morceaux et confirme l’influence de Jeff Waters sur une plus jeune génération de musiciens de heavy metal. Jeff Loomis de Nevermore, Danko Jones, Michael Amott et Angela Gossow du groupe Arch Enemy, Steve « Lips » Kudlow de Anvil, Alexi Laiho de Children Of Bodom, Anders Björler de The Haunted, Jesper Strömblad du groupe In Flames, Corey Beaulieu de Trivium, Jacob Lynam de Lynam, Willie Adler de Lamb of God.

### Du changement de label àFeast(depuis 2010)
La sortie du treizième album du groupe, sobrement intitulé Annihilator se déroule en 2010. C'est le premier album d'Annihilator sur lequel ne figure pas le logo classique du groupe. Gagnant en assurance et expérience, Dave Padden est un véritable frontman en assurant autant le chant que la guitare rythmique sur scène. Jeff Waters assure lui aussi le chant notamment sur les morceaux extraits des albums où il chantait, officiant en duo. Le groupe participe à l'édition de cette même année du Hellfest (2010). Dès les débuts du groupe jusqu'à 2010, les divers musiciens qui se sont multipliés ont généralement été des « mercenaires » intervenant sur le projet personnel de Jeff Waters plus que des membres à part entière d'Annihilator, bien que certains participaient à la composition notamment sur l'écriture des paroles de certains morceaux. Il faudra attendre 2011 pour qu'Annihilator ne se produise à nouveau au Canada, à Québec, après 18 années d'absence de performance live sur le continent nord Américain (les derniers concerts nord-américains datant de la tournée Set the World on Fire en 1993). Pourtant, Annihilator est le groupe de metal canadien ayant vendu le plus de disques de par le monde[réf. nécessaire]. Toutefois, dans des interviews pour la promotion de l'album Annihilator, Jeff avoue que Dave Padden a réellement évolué en membre à part entière du projet qui devient alors un duo artistique avec la stabilité qui a souvent manqué au groupe. En septembre 2010, Earache Records, le nouveau label d'Annihilator offre aux fans un téléchargement gratuit et légal d'un best-of de 14 morceaux intitulé Total Annihilation. Malgré un quasi anonymat en Amérique du Nord, de nombreux changements de maisons de disque et de personnel, Annihilator a, de par la persévérance et la vision de son créateur, perduré et obtenu un succès modeste et pourtant reconnu. Les tournées couvrent de plus en plus de pays et de grands festivals et Annihilator peut à nouveau faire des têtes d'affiches avec une prestation live fiable et solide et un choix de morceaux variés et accrocheurs.
En avril 2013, Annihilator revient au Wacken Open Air après 10 ans d'absence. Dans le même temps, il fait paraître son quatorzième album, Feast, vendu à 800 exemplaires aux États-Unis une semaine après sa sortie. Lors d'une entrevue avec Ghost Cult Magazine, Waters explique concernant l'album : « En tant qu'artiste, on est content des fois quand tout se passe bien, que ce soit dans la peinture dans le chant, ou autre. Des fois, on veut faire quelque chose de bien et quand on passe du temps dessus, on a l'impression de se heurter à un mur. Quand on réécoute, ça ne contient pas le meilleur de nous-même. Des fois, ça marche. Des groupes comme Iron Maiden, Judas Priest, Slayer, et aussi nous, chez Annihilator, avons avons créé de bonnes chansons et on partage le même avis en ce qui concerne les chansons pas très bonnes. [...]. » Feast atteint d'ailleurs les classements de plusieurs pays dont la 20e place en Allemagne, la 17e en Finlande, la 36e en Suisse, et la 76e en France.
En juin 2015, Jeff Waters annonce que Dave Padden a quitté le groupe fin 2014, pour des raisons personnelles. Il assurera donc les chants du prochain album. Le 15e album studio du groupe, Suicide Society, sort le 18 septembre 2015.

## Membres

### Membres actuels
- Jeff Waters – guitare, chant, basse (depuis 1984)
- Oscar Rangel – basse (en live ; depuis 2014)
- Mike Harshaw – batterie (en live ; depuis 2012)

Aaron Homma

## Discographie
- 1986 - Phantasmagoria (EP)
- 1989 - Alice in Hell (album)
- 1990 - Never, Neverland (album)
- 1990 - Stonewall (single)
- 1993 - Set the World on Fire (album)
- 1993 - Set The World on Fire (single)
- 1993 - Phoenix Rising (single)
- 1994 - Bag Of Tricks (compilation)
- 1994 - King of the Kill (album)
- 1996 - Refresh The Demon (album)
- 1996 - In Command (Live 1989-1990)
- 1997 - Remains (album)
- 1999 - Criteria For A Black Widow (album)
- 2001 - Carnival Diablos (album)
- 2002 - Waking the Fury (album)
- 2003 - Double Live Annihilation
- 2004 - The One (EP)
- 2004 - All for You (album)
- 2004 - Best of Annihilator
- 2005 - Schizo Deluxe (album)
- 2006 - Ten Years In Hell (DVD)
- 2007 - Metal (album)
- 2009 - Live at Masters of Rock (CD/DVD)
- 2010 - Annihilator (album)
- 2013 - Feast (album)
- 2015 - Suicide Society (album)
- 2017 - Triple Threat (triple CDs de titres acoustiques et live)
- 2017 - For The Demented (album)
- 2020 - Ballistic, Sadistic (album)
- 2022 - Metal II (album réenregistré)